# Ribeirão Cascalheira
Ribeirão Cascalheira is een gemeente in de Braziliaanse deelstaat Mato Grosso. De gemeente telt 9.172 inwoners (schatting 2009).